# Герб Териберки
Герб муниципального образования сельское поселение Тери́берка Кольского района Мурманской области Российской Федерации — опознавательно-правовой знак, служащий официальным символом муниципального образования.
Герб сельского поселения Териберка утверждён 17 февраля 2014 года решением Совета депутатов муниципального образования сельское поселение Териберка № 6. и внесён в Государственный геральдический регистр Российской Федерациипод № 9197.

## Описание герба
«В лазоревом поле на серебряной каменистой земле — маяк в виде четырежды пересечённой серебряной и червлёной башни с черными дверью и тремя окнами (показанные в червлёных частях смещены соответственно вправо и влево, и одно в серебре между ними), завершённой фонарём того же металла с золотым безантом внутри; все сопровождено во главе золотым северным сиянием (в виде золотых лучей, расходящихся веерообразно как бы из-за тройной дуги, средняя часть которой больше и выше)».
Герб сельского поселения Териберка в соответствии с Методическими рекомендациями по разработке и использованию официальных символов муниципальных образований (Раздел 2, Глава VIII, п.п. 45-46), утверждёнными Геральдическим советом при Президенте Российской Федерации 28 июня 2006 года может воспроизводиться с вольной частью — четырёхугольником, примыкающим изнутри к верхнему правому углу герба сельского поселения Териберка с воспроизведёнными в нём фигурами из гербового щита Мурманской области и со статусной короной установленного образца.

## Обоснование символики
Сельское поселение Териберка расположено на севере Мурманской области, на берегу Баренцева моря. Административный центр поселения — село Териберка, расположенное на берегу губы Лодейная в устье реки Териберка. В конце XIX века это был развитый населённый пункт: имелась церковь, маяк, гидрометеостанция (первая на Мурманском побережье). Своё основное развитие село получило как рыболовецкая база, где был развит акулий и тресковый промыслы, имелись цеха рыбопереработки. В начале 1920-х годов был создан рыболовецкий колхоз, построены молочно-товарная ферма, звероферма, птичники. Сегодня село по-прежнему имеет рыбную специализацию.
Символика герба сельского поселения Териберка:
 — маяк — символ предупреждения, сообщения, символ надёжного ориентира;
 — скалистое подножие маяка — символизирует суровость здешних мест и характер рельефа;
 — золотое сияние символизирует то, что поселение находится за полярным кругом.
Лазурь — символизирует просторы Баренцева моря, а также символ возвышенных устремлений, искренности, преданности, возрождения.
Серебро — символ чистоты, открытости, божественной мудрости, примирения.
Червлень (красный цвет) — символ труда, мужества, жизнеутверждающей силы, красоты и праздника.
Чёрный цвет символизирует благоразумие, мудрость, скромность, честность.
Золото — символ величия, богатства, высшей ценности, урожая (улова).
Авторы герба: идея герба — Михаил Ригерт (Кострома), геральдическая доработка — Константин Моченов (Химки), художник и компьютерный дизайн — Анна Гарсия (Москва), обоснование символики — Вячеслав Мишин (Химки).
Герб разработан при содействии Союза геральдистов России.